# サルマン・ラシュディ
サルマーン・ルシュディー卿（Sir Salman Rushdie 英語発音: [sælˈmɑːn ˈrʊʃdi], ウルドゥー語: سلمان رشدی ヒンディー語: सलमान रुश्दी, 1947年6月19日 - ）は、インド生まれのイギリス系アメリカ人の小説家である。魔術的リアリズムと歴史小説を組み合わせた作品で、主にインド亜大陸を舞台に、東洋と西洋の文明のつながりや混乱、移住を扱っている。

## 来歴
ラシュディの第2作『真夜中の子供たち』（1981年）は1981年にブッカー賞を受賞し、同賞の25周年と40周年を記念して2度にわたって「全受賞者の中で最高の小説」とみなされることになった。4作目の『悪魔の詩』（1988年）以降、ラシュディは何度も暗殺未遂に遭い、イランの最高指導者が彼の死を求めたことで、地政学的論争の中心になった。この本を動機とする過激派による多数の殺害や爆破事件が発生し、検閲と宗教的動機による暴力についての議論を引き起こした。
1983年、ラシュディは英国王立文学会のフェローに選出された。1999年、フランスの芸術文学勲章に任命された。2007年、文学への貢献が認められ、ナイトの称号を授与された 。2008年、タイムズ紙が選ぶ1945年以降の最も偉大な英国作家50人のリストで13位にランクインした。2000年以降、アメリカに在住。2015年にはニューヨーク大学のアーサー・L・カーター・ジャーナリズム研究所の特別作家レジデンスに任命された。それ以前は、エモリー大学で教鞭をとっていた。アメリカ芸術文学アカデミーに選出されている。2012年、悪魔の詩以後の彼の人生を描いた作品『Joseph Anton: A Memoir』を出版。
2022年8月12日、ニューヨーク州シャトークワの教育施設で開催されたイベントで、講演する予定だったステージに突進した男がラシュディを刺すという事件が発生した。
その後治療により一命はとりとめたものの、片目を失明し、片手が不自由になったと伝えられた。

## 作品
小説の多くがインド亜大陸を舞台にしている。虚構と幻想を現実におりまぜるラシュディの物語手法は魔術的リアリズムのそれに近いとされる。
2作目の小説『真夜中の子供たち』（1980年）で名声を博し、インド系作家による英語文学の新潮流の端緒となった。現在までのルシュディーの代表作と目されている同書は1981年のブッカー賞を受賞、1993年には同賞25周年の最優秀作品に選ばれている。『真夜中の子供たち』はギュンター・グラスの『ブリキの太鼓』に主題を借りているが、ルシュディーはこの作品に触発されて書くことを始めたといっている。この作品はインドではネルー＝ガンディー王朝への攻撃とみなされ、ルシュディーはインドを離れることを余儀なくされた。
1983年の "Shame" （『恥』）ではパキスタンの政治的混乱を、ズルフィカール・アリー・ブットー、ムハンマド・ジア＝ウル＝ハクをモデルにして描いた。これらの作品ではそのスタイルもさることながら、そこに描き出されたルシュディーが目を向け続ける移民の光景が特徴的である。
どの作品よりも多く言及され論争を惹起したのが "The Satanic Verses" （1989年、『悪魔の詩』）である。『悪魔の詩』は、ミハイル・ブルガーコフ（Михаил Афанасьевич Булгаков 、1891年3月15日 - 1940年3月10日）の『巨匠とマルガリータ』の影響を指摘されている。
"The Moor's Last Sigh" （1995年）では、ボンベイのポルトガル移民を主人公にして対立とその結末を描き、"The Ground Beneath Her Feet" （1999年）ではアメリカのロックがインドに及ぼした影響を描いた。
2002年に刊行された論集 " Step Across This Line"では、イタロ・カルヴィーノやトマス・ピンチョンからの影響を告白している。また文学活動の初期には、ジェームズ・ジョイス、ホルヘ・ルイス・ボルヘス、ルイス・キャロル、グラス、ブルガーコフから影響を受けた。アンジェラ・カーターとも親交が厚い。2023年ドイツ書籍協会平和賞受賞。

## 『悪魔の詩』論争
1989年の最初の日に出版された小説『悪魔の詩』は、中東の熱心なムスリムの激しい反発を受けた。
2022年8月12日、ラシュディはニューヨーク州で開かれた講演イベントで男に首と胸を刺され、病院に運ばれた。イランのケイハン紙は犯人のハディ・マタールを「アッラーの敵を刺した勇敢な男」と評価した。

## 人権活動
世界各国の作家や学者達とともに人権活動家の劉暁波の即時釈放を求める書簡を胡錦濤国家主席に送っている。

## 受賞
- 1981年
  - ジェイムズ・テイト・ブラック記念賞
  - ブッカー賞
- 1992年 - オーストリア国家賞ヨーロッパ文学部門
- 2007年 - ナイト・バチェラー
- 2010年 -  金ペン賞
- 2014年 - アンデルセン文学賞
- 2023年 - コンパニオン・オブ・オナー勲章

## 邦訳作品
- 『真夜中の子供たち』寺門泰彦訳 早川書房 1989年 → 岩波文庫 2020年
- 『ムーア人の最後のため息』寺門泰彦訳 河出書房新社 2011年
- 『東と西』寺門泰彦訳 平凡社 1997年
- 『恥』栗原行雄訳 早川書房 1989年
- 『悪魔の詩』五十嵐一訳 新泉社 1990年
- 『ハルーンとお話の海』青山南訳 国書刊行会 2002年
- 『ジャガーの微笑－ニカラグアの旅』飯島みどり訳 現代企画室 1995年

## 主な著作
- "Grimus" （1975年）
- "Midnight's Children" （1980年、『真夜中の子供たち』寺門泰彦訳）
- "Shame" （1983年、『恥』栗原行雄訳）
- "The Jaguar Smile: A Nicaraguan Journey" （1987年、『ジャガーの微笑－ニカラグアの旅』飯島みどり訳）
- "The Satanic Verses" （1989年、『悪魔の詩』）五十嵐一訳
- "Haroun and the Sea of Stories" （1990年、『ハルーンとお話の海』青山南訳）
- "Imaginary Homelands: Essays and Criticism, 1981-1991" （1992年）
- "East, West" （1994年、『東と西』寺門泰彦訳）
- "The Moor's Last Sigh" （1995年、『ムーア人の最後のため息』寺門泰彦訳）
- "The Ground Beneath Her Feet" （1999年）
- "Fury" （2001年）
- "Step Across This Line: Collected Nonfiction 1992-2002" （2002年）
- "Shalimar The Clown" （2005年）
- "The Enchantress of Florence" （2008年）
- "Luka and the Fire of Life" （2010年）

## その他
- 映画出演
  - 『ブリジット・ジョーンズの日記』（2001年、シャロン・マグアイア監督、アメリカ・イギリス）に本人役でカメオ出演している。ブリジット（レニー・ゼルウィガー）とダニエル（ヒュー・グラント）にトイレの場所を聞かれる。
  - 『ピーターズ・フレンズ』（1992年、ケネス・ブラナー監督、イギリス・アメリカ）でルシュディーが自著『悪魔の詩』にサインをしている映像がオープニングに使われている。
- 2004年にインド系アメリカ人の有名モデル・女優の（パドマー・ラクシュミー）と４度目の結婚したが、2007年に離婚した。
- U2 の "The Ground Beneath Her Feet" はルシュディーの同作中の詞にボノが曲を付けたものである。
- イギリス女王によるナイトの爵位授与に対して、イスラム教国からは強い反発が起きた。